# Andreas Gegenfurtner
Andreas Gegenfurtner (* 30. Juni 1959 in der Nähe von Stuttgart) ist ein deutscher Polizeibeamter. Von 2016 bis 2024 war er Präsident der Bundesanstalt für den Digitalfunk der Behörden und Organisationen mit Sicherheitsaufgaben (BDBOS).

## Leben
Gegenfurtner trat im Jahr 1978 nach dem Abitur in die Polizei Baden-Württemberg ein. 1987 begann er ein Studium an der Hochschule für Polizei Baden-Württemberg, welches er 1990 als Diplom-Verwaltungswirt (FH) in der Fachrichtung Polizei abschloss.
Von 1990 bis 1996 war Gegenfurtner bei der Landespolizeidirektion Stuttgart 1 in verschiedenen Bereichen tätig. 1996 absolvierte er ein zweites Studium an der Deutschen Hochschule der Polizei in Münster. Anschließend war er als Polizeiführer in der Landespolizeidirektion Tübingen tätig und ab 2004 im Innenministerium Baden-Württemberg als Referent für Telekommunikation. 2006 wurde er Gesamtprojektverantwortlicher für die Einführung des Digitalfunks der Behörden und Organisationen mit Sicherheitsaufgaben in Baden-Württemberg.
2007 wechselte Gegenfurtner als Vizepräsident zur neu errichteten Bundesanstalt für den Digitalfunk der Behörden und Organisationen mit Sicherheitsaufgaben, deren Leitung er als Präsident von Juni 2016 bis zu seiner Pensionierung im Juni 2024 übernahm.